# Boris Onishchenko
Boris Onishchenko (en russe : Борис Григорьевич Онищенко et en ukrainien : Борис Григорович Онищенко; aussi translittéré sous les formes Onyshchenko, Onishenko, Onischenko), né le 19 septembre 1937, est un pentathlète ukrainien sous bannière soviétique, tricheur et ex-colonel du KGB. Il participa aux Jeux olympiques d’été de 1968, 1972 et 1976, où il tricha à ces derniers.

## Biographie
Boris Onishchenko a été un des principaux membres de l’équipe nationale d’Union soviétique de pentathlon moderne du début des années 1970. Il est resté dans l'histoire de son sport et de l'olympisme pour avoir été banni des Jeux olympiques de Montréal pour tricherie lors de l’épreuve d'escrime,.

## 1976
Avant d’arriver à Montréal, Boris Onishchenko avait déjà un palmarès important fort de plusieurs médailles aux Jeux olympiques et aux championnats du monde. Onishchenko était un athlète considéré et reconnu.
Après la première épreuve du pentathlon moderne de l’épreuve olympique, l’équipe russe se classait à la quatrième place, juste derrière l’équipe de Grande-Bretagne (qui n’a pourtant jamais eu d’équipe olympique). L’escrime, sous la forme d’un tournoi d’épée en une touche gagnante, était la deuxième épreuve et Onishchenko, considéré comme le meilleur escrimeur de la compétition en était le grandissime favori.
Pendant l’assaut contre le capitaine de l’équipe britannique, Jim Fox, l’encadrement britannique émit une protestation car l’épée d’Onishchenko avait fait s’allumer la table de marque sans avoir touché quoi que ce soit. L’arbitre confisqua l’arme et la déposa au directoire technique. On y découvrit alors une modification de l’équipement électrique.
Onishchenko fut immédiatement exclu de la compétition et l’Union Soviétique exclue de l’épreuve par équipe. Les autres pentathlètes soviétiques furent autorisés à participer à l’épreuve individuelle. Le titre fut remporté ensuite par l’équipe de Grande-Bretagne.
L’ironie du sort est qu’Onishchenko, considéré comme le meilleur escrimeur de la compétition, n’aurait sûrement pas eu besoin de ce subterfuge pour remporter l’épreuve.
En 1977, on lui octroie le poste de directeur d'une école sportive au sein du Stade olympique de Kiev, où il travaillera pendant plus de trente ans.

## La tricherie
A l’épée électrique, une touche est déclarée valable par une table de marque électronique quand une pression de 750 grammes est exercée sur la pointe de l’arme. Cette pression, fonctionnant comme un interrupteur, permet de réaliser un circuit électrique formé par l’arme, le fil de corps et la machine. Une lampe de couleur s’allume alors.
Il a été découvert dans l’épée d’Onishchenko un système équivalent à un interrupteur, placé sous le grip de la poignée, lui permettant de faire allumer la table de marque sans exercer une pression sur la pointe de l’arme et donc sans toucher l’adversaire,.

## Les conséquences
Les conséquences de cet acte ne se limitèrent pas au seul pentathlon moderne. L’escrime elle-même fut touchée. La fédération internationale d'escrime renforça les contrôles au cours des compétitions. Les armes sont contrôlées systématiquement avant chaque assaut. Aujourd’hui, dans les phases finales des compétitions internationales, ce ne sont plus les tireurs qui viennent avec leurs armes au début de l’assaut, mais celles-ci leur sont apportées par le directoire technique de la compétition. En guise de désapprobation le Comité d’État des sports de l'URSS lui retire alors son titre de maître émérite du sport de l'URSS.